# Халмстадс БК
Халмстадс Болклуб (на шведски: Halmstads Bollklubb, кратка форма по името на града Халмстад) е шведски футболен отбор от град Халмстад. Състезава се в най-високото ниво на шведския футбол групата Алсвенскан.

## Успехи

### Национални
- Алсвенскан: (1 ниво)
  -  Шампион (4):: 1976, 1979, 1997, 2000
  -  Сребърен медал (2): 1954/55, 2004
  -  Бронзов медал (2): 1995, 1999
- Втора дивизия Сьодра: (3 ниво)
  -  Шампион (1):: 1988, 1992
- Втора дивизия: (3 ниво)
  -  Шампион (10):: 1925/26, 1932/33, 1938/39, 1940/41, 1941/42, 1946/47, 1953/54, 1964, 1971, 1973
- Купа на Швеция:
  -  Носител (1): 1994/95

## Международни
- Интертото:
  -  Финалист (1): 1997
- Купа Карл Рапан:
  -  Носител (3): 1977, 1980, 1994

## Европейски турнири
Участвал е в турнирите за Шампионската лига и купата на УЕФА.